# Ernst Naumann (Verleger)
Ernst Naumann (* 23. September 1921 in Hamburg; † 9. August 2004 ebenda) war ein deutscher Verleger. Von 1987 bis 1990 war er Präsident des Hamburger SV.

## Werdegang
Der Beamtensohn Ernst Naumann lernte beim Hamburger Fremdenblatt den Beruf des Verlagskaufmanns. Von 1940 bis 1945 war er Soldat. Nach dem Zweiten Weltkrieg begann Naumann seine Karriere 1948 beim Axel Springer Verlag. 1955 war er Verlagsleiter, 1965 Mitglied der Geschäftsführung. 1968 wechselte Naumann zu Gruner + Jahr, bis er 1973 wieder ausschied. Ab Mitte der 1970er Jahre engagierte sich der politisch Liberale Naumann, der zwischenzeitlich Frühpensionär geworden war, beim hannoverschen Verlagshaus Madsack, das in finanzielle Bedrängnis geraten war. 1976 wurde er alleiniger Verleger und Geschäftsführer der Verlagsgruppe und blieb ihr auch nach der Konsolidierung bis 1995 treu.

### Wirken beim Hamburger Sportverein
Von 1972 bis 1974 war er Vizepräsident des Hamburger SV und stellte in jener Zeit zusammen mit Trainer Klaus Ochs ein Jugendprogramm auf. 1979 finanzierte Naumann, ohne ein Amt innezuhaben, aus eigenen Mitteln den Transfer des Verteidigers Ditmar Jakobs zum HSV, der maßgeblich zu den späteren Titelgewinnen – Höhepunkt war der Gewinn des beim Europapokals der Landesmeister 1983 – beitrug. In einer zweiten Amtszeit gehörte Naumann dem HSV-Vorstand zwischen 1980 und 1984 erneut als Vizepräsident an.
Vom 2. November 1987 bis 23. Januar 1990 war er als Nachfolger von Wolfgang Klein 26. Präsident des Hamburger SV. Unter seiner Präsidentschaft wurde 1987 das Reha-Zentrum Norderstedt gegründet. Sportlicher Höhepunkt seiner Amtszeit war 1989 die Qualifikation für den UEFA-Pokal. In Naumanns Amtszeit durchlebte der finanziell angeschlagene HSV die bis dahin schwerste Krise seiner Vereinsgeschichte, die Schuldenlast betrug zeitweise mehr als 17 Millionen D-Mark. Unter seiner Leitung musste der HSV deshalb 1989 sein Vereinshaus in der Rothenbaumchaussee veräußern, was laut Naumann „der wichtigste Teil meiner Konsolidierungspolitik“ war. Am 23. Januar 1990 trat Naumann rund zwei Monate nach seiner Wiederwahl vom Amt des Vereinspräsidenten zurück, Naumanns Nachfolger wurde sein Stellvertreter Horst Becker. Naumann begründete seinen Rücktritt mit beruflichen Verpflichtungen und gab an, dass das von ihm geleitete Verlagshaus Madsack seine Geschäftstätigkeit auf die DDR ausweiten werde, worauf er seine gesamte Kraft verwenden wolle. Im November 1995 wurde Naumann auf der Jahreshauptversammlung des Hamburger SV zum Rechnungsführer des Vereins gewählt.